# Янь Сяонань
Янь Сяонань (кит. трад. 閆曉楠, упр. 闫晓楠, пиньинь Yán Xiǎonán, палл. Янь Сяонань; род. 16 июня 1989, Шэньян) — китайский боец смешанных единоборств (ММА). В настоящее время она выступает в минимальном весе Ultimate Fighting Championship (UFC). Занимает 3 строчку в рейтинге UFC среди женщин в минимальном весе и 12 в независимости от категории.

## Ранние годы
Янь занималась китайским боксом (саньда). Поступив в Сианьский спортивный университет начала тренироваться по программе MMA в 2009 году под руководством тренера Чжао Сюэцзюня, параллельно с этим продолжала заниматься китайским боксом. В 2015 году Янь окончательно перешла в MMA.

## Карьера в смешанных единоборствах

### Ранняя карьера
Янь начала заниматься боевыми искусствами в возрасте 13 лет. Профессиональную карьеру в MMA начала в 2009 году выступая в различных промоушенах, в частности в Road Fighting Championship. До подписания контракта с UFC она имела рекорд в MMA 7-1 (1).

### Ultimate Fighting Championship
Янь стала первой китаянкой подписавшей контракт с UFC.
Янь дебютировала в UFC 25 ноября 2017 года против Кайлин Карран на турнире UFC Fight Night: Bisping vs. Gastelum. Она выиграла бой единогласным решением.
Следующий бой она провела 23 июня 2018 года на турнире UFC Fight Night: Cerrone vs. Edwards против Нади Кассем, которую из-за травмы заменила Вивиан Перейра. Янь выиграла бой единогласным решением.
24 ноября 2018 года Янь встретилась с Сюри Кондо на UFC Fight Night: Blaydes vs. Ngannou 2. Она выиграла бой единогласным решением.
Янь должна была встретиться с Фелис Херриг 8 июня 2019 года на UFC 238. 30 апреля 2019 года стало известно, что Херриг получила травму и снялась с соревнований. Её заменила Анджела Хилл. Янь выиграла бой единогласным решением.
Янь должна была встретиться с Эшли Йодер 26 октября 2019 года на UFC Fight Night: Майя vs. Аскрен. Янь снялась с боя в конце сентября, сославшись на травму стопы. Её заменила Ранда Маркос.
22 февраля 2020 года на UFC Fight Night: Фелдер vs. Хукер Янь встретилась с Каролиной Ковалькевич. Она выиграла бой единогласным решением. Янь рассказала о трудностях, возникших перед боем с Ковалькевич из-за вспышки пандемии COVID-19 в Китае. Она и её команда перенесли свой лагерь в Таиланд для подготовки к бою.
Янь должна была встретиться с Клаудией Гадельей 27 сентября 2020 года на UFC 253, но из-за травмы колена, полученной Гадельей, бой был отложен. Встреча была перенесена на UFC on ESPN: Сантус vs. Тейшейра на 7 ноября 2020 года. Янь сказала, что в отличие от своего последнего лагеря, где она была вынуждена трижды переезжать, ситуация с пандемией в Китае полностью под контролем и подготовка к бою с Гадельей прошла нормально. Янь выиграла бой единогласным решением.
Янь встретилась с Карлой Эспарсой 22 мая 2021 года на UFC Fight Night: Фонт vs. Гарбрандт. Готовясь к бою Янь провела свой лагерь, сперва тренируясь в UFC Performance Institute в Шанхае, а затем продолжила подготовку в Лас-Вегасе. Янь проиграла поединок техническим нокаутом.
5 марта 2022 года на UFC 272 Янь встретилась с Мариной Родригес. Она проиграла бой раздельным решением.
Янь встретилась с Маккензи Дерн на UFC Fight Night: Дерн vs. Янь. Она выиграла бой решением большинства судей.

## Статистика выступлений в MMA
| Боёв 25         | Побед 19 | Поражений 5 |
| --------------- | -------- | ----------- |
| Нокаутом        | 8        | 1           |
| Сдачей          | 1        | 1           |
| Решением        | 10       | 3           |
| Не состоявшихся | 1        | 1           |

| Результат    | Рекорд   | Соперник                       | Способ                                             | Турнир                                    | Дата             | Раунд | Время | Место                   | Примечание                                                                               |
| ------------ | -------- | ------------------------------ | -------------------------------------------------- | ----------------------------------------- | ---------------- | ----- | ----- | ----------------------- | ---------------------------------------------------------------------------------------- |
| Поражение    | 19-5 (1) | Вирна Яндироба                 | Единогласное решение                               | UFC 314                                   | 12 апреля 2025   | 3     | 5:00  | Майами, Флорида, США    |                                                                                          |
| Победа       | 19-4 (1) | Табата Риччи                   | Единогласное решение                               | UFC Fight Night: Ян vs. Фигейреду         | 23 ноября 2024   | 3     | 5:00  | Макао, САР, Китай       |                                                                                          |
| Поражение    | 18-4 (1) | Чжан Вэйли                     | Единогласное решение                               | UFC 300                                   | 13 апреля 2024   | 5     | 5:00  | Лас-Вегас, Невада, США  | Бой за титул чемпиона.                                                                   |
| Победа       | 18-3 (1) | Джессика Андраде               | KO (удары)                                         | UFC 288                                   | 6 мая 2023       | 1     | 2:20  | Ньюарк, Нью-Джерси, США |                                                                                          |
| Победа       | 17-3 (1) | Маккензи Дерн (7-3 UFC)        | Решение большинства                                | UFC Fight Night: Дерн vs. Янь             | 1 октября 2022   | 5     | 5:00  | Лас-Вегас, Невада, США  |                                                                                          |
| Поражение    | 16-3 (1) | Марина Родригес (5-1-2 UFC)    | Раздельное решение                                 | UFC 272                                   | 5 марта 2022     | 3     | 5:00  | Лас-Вегас, Невада, США  |                                                                                          |
| Поражение    | 16-2 (1) | Карла Эспарса (8-4 UFC)        | Технический нокаут (удары руками)                  | UFC Fight Night 188                       | 22 мая 2021      | 2     | 2:58  | Лас-Вегас, Невада, США  |                                                                                          |
| Победа       | 16-1 (1) | Клаудия Гаделья (7-4 UFC)      | Единогласное решение                               | UFC on ESPN 17                            | 7 ноября 2020    | 3     | 5:00  | Лас-Вегас, Невада, США  |                                                                                          |
| Победа       | 15-1 (1) | Каролина Ковалькевич (5-5 UFC) | Единогласное решение                               | UFC Fight Night 168                       | 23 февраля 2020  | 3     | 5:00  | Окленд, Новая Зеландия  |                                                                                          |
| Победа       | 14-1 (1) | Анджела Хилл (4-6 UFC)         | Единогласное решение                               | UFC 238                                   | 8 июня 2019      | 3     | 5:00  | Чикаго, Иллинойс, США   |                                                                                          |
| Победа       | 13-1 (1) | Сиюри Кондо (1-1 UFC)          | Единогласное решение                               | UFC Fight Night 141                       | 24 ноября 2018   | 3     | 5:00  | Пекин, Китай            |                                                                                          |
| Победа       | 12-1 (1) | Вивиани Перейра (2-1 UFC)      | Единогласное решение                               | UFC Fight Night 132                       | 23 июня 2018     | 3     | 5:00  | Каланг, Сингапур        |                                                                                          |
| Победа       | 11-1 (1) | Кайлин Карран (1-5 UFC)        | Единогласное решение                               | UFC Fight Night 122                       | 25 ноября 2017   | 3     | 5:00  | Шанхай, Китай           |                                                                                          |
| Не состоялся | 10-1 (1) | Эми Фуджино                    | Бой прекращён                                      | Road FC 34                                | 19 ноября 2016   | 1     | 2:48  | Шицзячжуан, Китай       | Рассечение, открывшееся после столкновения головами, не позволило Фуджино продолжить бой |
| Победа       | 10-1     | Ло Сюаньчжэнь                  | Сдача (армбар)                                     | Zhenghan Wind Cup                         | 26 июня 2016     | 1     | N/A   | Пекин, Китай            |                                                                                          |
| Победа       | 9-1      | Лим Со-хи                      | Технический нокаут (сайд-кик в корпус и добивание) | Road FC 30                                | 16 апреля 2016   | 1     | 3:28  | Пекин, Китай            |                                                                                          |
| Победа       | 8-1      | Омния Гамаль                   | Технический нокаут (удары руками)                  | IWFC Beat365: Changbai Mountain Hero List | 31 января 2016   | 1     | 0:23  | Цзилинь, Китай          |                                                                                          |
| Победа       | 7-1      | Нам Ё-хён                      | Единогласное решение                               | Road FC 27                                | 26 декабря 2015  | 2     | 5:00  | Шанхай, Китай           |                                                                                          |
| Победа       | 6-1      | Байармаа Мункхгерел            | Нокаут (удар рукой)                                | WKF: Zhong Wu Fight Night                 | 30 октября 2015  | 1     | 2:34  | Пекин, Китай            |                                                                                          |
| Победа       | 5-1      | Долорес Мик                    | Технический нокаут (удары руками)                  | URCC 26                                   | 15 июля 2015     | 1     | 3:25  | Анхелес, Филиппины      |                                                                                          |
| Победа       | 4-1      | Ван Сяоин                      | Технический нокаут (удары руками)                  | Xian Sports University: Ultimate Wrestle  | 30 октября 2010  | 2     | 0:29  | Гуанчжоу, Китай         |                                                                                          |
| Поражение    | 3-1      | Карина Халлинан                | Сдача, удушающий приём (сзади)                     | Martial Combat 10                         | 16 сентября 2010 | 1     | 3:29  | Сентоса, Сингапур       |                                                                                          |
| Победа       | 3-0      | Джина Иньонг                   | Единогласное решение                               | Martial Combat 6                          | 15 июля 2010     | 3     | 5:00  | Сентоса, Сингапур       |                                                                                          |
| Победа       | 2-0      | Тан Цзинь                      | Технический нокаут (стомпы и удары руками)         | Xian Sports University: Ultimate Wrestle  | 21 ноября 2009   | 1     | 0:29  | Гуанчжоу, Китай         |                                                                                          |
| Победа       | 1-0      | Неизвестный боец               | Технический нокаут (удары руками)                  | Xian Sports University: Ultimate Wrestle  | 8 ноября 2008    | 1     | н/д   | Гуанчжоу, Китай         |                                                                                          |
| Источники:   |          |                                |                                                    |                                           |                  |       |       |                         |                                                                                          |